# Montagny-sur-Grosne
 Montagny-sur-Grosne  es una población y comuna francesa, situada en la región de Borgoña, departamento de Saona y Loira, en el distrito de Mâcon y cantón de Matour.

## Demografía
| 105 | 119 | 86 | 61 | 43 | 66 |
| Para los censos de 1962 a 1999 la población legal corresponde a la población sin duplicidades (Fuente: INSEE [Consultar]) |     |    |    |    |    |